# John Edgar Wideman
Œuvres principales
- Le Rocking-chair qui bat la mesure
- L’Incendie de Philadelphie

John Edgar Wideman, né le 14 juin 1941 à Washington, est un écrivain américain.

## Biographie
Afro-américain, né à Washington, il passe son enfance à Homewood, un des ghettos noirs de Pittsburgh, en Pennsylvanie, où sa famille est installée depuis plusieurs générations. Homewood deviendra le lieu de plusieurs de ses fictions - notamment dans la Trilogie de Homewood - et jouera dans son œuvre le même rôle que le comté de Yoknapatawpha dans celle de William Faulkner : assurer la relation au passé et la compréhension du présent (Keith Byerman, 1998 : 3). Dans sa famille, John Edgar est l'aîné de la fratrie et, juste avant qu'il n'entre au lycée, ses parents déménagent à Shadyside, un quartier blanc, dans l’espoir de garantir à leurs enfants une meilleure éducation scolaire. Il fréquente Peabody High School et se révèle un excellent élève et un très bon joueur de basket-ball, un sport qui représentera son « ticket d'entrée » à l'université.
En 1959, il obtient le Benjamin Franklin Scholarship et intègre l'université de Pennsylvanie à Philadelphie. Il y devient « senior Captain » de l'équipe de basket-ball. Il compte parmi la petite dizaine d'étudiants noirs sur le campus. Suivent une série de distinctions académiques prestigieuses. En 1963, il est le deuxième Afro-Américain - le premier fut le philosophe Alain LeRoy Locke en 1907, plus d’un demi-siècle avant lui - à obtenir la prestigieuse bourse Rhodes pour l'Université d'Oxford, grâce à laquelle il part étudier deux ans à Oxford en Angleterre. La même année, Look Magazine lui consacre un article : The Astonishing John Edgar Wideman. Trois ans plus tard, en 1966, il est admis à participer au prestigieux Iowa Writers’ Workshop et termine son premier roman, A Glance Away, paru en 1967.
Aujourd'hui, il est considéré comme un des grands écrivains américains contemporains. La carrière de John Edgar Wideman est marquée par sa fulgurance et sa réussite exceptionnelle. Son œuvre littéraire est d'ailleurs récompensée par de nombreuses distinctions parmi lesquelles l'American Book Award 1991 pour L'incendie de Philadelphie (Philadelphia Fire) et le James Fenimore Cooper Prize (en) du meilleur roman historique 1997 pour Le Massacre du bétail (The Cattle Killing). En outre, il est le premier écrivain à avoir reçu à deux reprises le PEN/Faulkner Award de la fiction : en 1983, pour Le Rocking-chair qui bat la mesure (Sent for You Yesterday) et, en 1990, pour L’incendie de Philadelphie. En 1984, son essai Suis-je le gardien de mon frère ? (Brothers and Keepers), qui met au centre son frère Robbie condamné à la prison à vie, est nommé pour le National Book Award et, de nouveau en 1995, pour son livre Fatheralong: A Meditation on Fathers and Sons, Race and Society. Il s'est aussi illustré dans la nouvelle, étant lauréat du Rea Award for the Short Story (en) 1998 pour sa contribution au genre et du O. Henry Award 2000 pour Weight.
Pour l'ensemble de son œuvre, il reçoit en 1986 le prix John-Dos-Passos et, en 1993, le prix MacArthur "Genius Grant".
John Edgar Wideman a été professeur à l'université du Wyoming, puis à l'université de Pennsylvanie, où il fonde le département des études afro-américaines, à l'université du Massachusetts à Amherst et, enfin, enseigne au département des "africana studies" de l'Université Brown, à Providence (Rhode Island), une des huit universités de la Ivy League.
En 2011, l'écrivain reçoit le Anisfield-Wolf Book Award, pour l'ensemble de son travail et son importante contribution à la compréhension du racisme et de la diversité.
En 2017, le prix Femina étranger lui est décerné pour Écrire pour sauver une vie, le dossier Louis Till (Writing to Save a Life: The Louis Till File).

## Famille
En 1965, il épouse Judith Ann Goldman, une avocate américaine avec qui il a trois enfants: Daniel, Jacob et Jamila. Ce mariage s'est terminé par un divorce en 2000. En 2004, il épouse la journaliste française Catherine Nedonchelle, avec qui il réside dans le Lower East Side de Manhattan, à New York.
La fille de John, Jamila Wideman, est une joueuse de basketball professionnelle de l’Association nationale féminine de basketball et de la Ligue israélienne.
Son fils Jacob a été condamné à la prison à vie pour l'homicide de Eric Kane, commis en 1986.

## Œuvre

### Trilogie de Homewood
- Damballah (1981), recueil de nouvelles Publié en français sous le titre Damballah, traduit par Jean-Pierre Richard, Paris, Gallimard, coll. « Du monde entier », 2004  (ISBN 2-07-076731-0)
- Hiding Place (1981), roman Publié en français sous le titre Où se cacher, traduit par Jean-Pierre Richard, Paris, Gallimard, coll. « Du monde entier », 2006  (ISBN 2-07-077582-8)
- Sent for You Yesterday (1983), roman Publié en français sous le titre Le Rocking-chair qui bat la mesure, traduit par Jean-Pierre Richard, Paris, Gallimard, coll. « Du monde entier », 2008  (ISBN 978-2-07-077669-6)

### Romans
- A Glance Away (1967)
- Hurry Home (1970)
- The Lynchers (1973)
- Reuben (1987) Publié en français sous le titre Reuben, traduit par Marianne Guénot, Paris, Gallimard, coll. « Du monde entier », 1994  (ISBN 2-07-073234-7)
- Philadelphia Fire (1990) Publié en français sous le titre L'Incendie de Philadelphie, traduit par Jean-Pierre Richard, Paris, Gallimard, coll. « Du monde entier », 1996  (ISBN 2-07-073241-X)
- The Cattle Killing (1996) Publié en français sous le titre Le Massacre du bétail, traduit par Jean-Pierre Richard, Paris, Gallimard, coll. « Du monde entier », 1998  (ISBN 2-07-074666-6)
- Two Cities (1998) Publié en français sous le titre Deux villes, traduit par Jean-Pierre Richard, Paris, Gallimard, coll. « Du monde entier », 2000  (ISBN 2-07-075430-8) ; réédition, Paris, Gallimard, coll. « L'Imaginaire », 2018  (ISBN 978-2-07-278542-9)
- Fanon (2008) Publié en français sous le titre Le Projet Fanon, traduit par Bernard Turle, Paris, Gallimard, coll. « Du monde entier », 2013  (ISBN 978-2-07-078635-0)

### Recueils de nouvelles
- Fever (1989)
- The Stories of John Edgar Wideman (1992), anthologie de nouvelles aussi parue sous le titre All Stories Are True en 1993
- God's Gym (2005)
- Briefs (2010)

### Mémoires et essais
- Brothers and Keepers (1984) Publié en français sous le titre Suis-je le gardien de mon frère ?, traduit par Marianne Guénot, Paris, J. Bertoin, 1992  (ISBN 2-87949-013-8) ; réédition, Paris, Gallimard, coll. « Folio » no 3278, 1999  (ISBN 2-07-040691-1)
- Fatheralong: A Meditation on Fathers and Sons, Race and Society (1994)
- Hoop Roots: Basketball, Race, and Love (2001)
- The Island: Martinique (2003)[2]
- Writing to Save a Life: The Louis Till File (2016) Publié en français sous le titre Écrire pour sauver une vie – le Dossier Louis Till, traduit par Catherine Richard-Mas, éditions Gallimard, coll. « Du monde entier », 2017  (ISBN 978-2-07-270460-4)

### Autres publications
- Conversations with John Edgar Wideman (1998), avec Bonnie TuSmith
- My Soul Has Grown Deep: Classics of Early African-American Literature (2001), édition établie par John Edgar Wideman
- 20: The Best of the Drue Heinz Literature Prize (2001), édition établie par John Edgar Wideman